# Anoura javieri
Anoura javieri (Pacheco, Sánchez-Vendizú & Solari, 2018) è un pipistrello della famiglia dei Fillostomidi endemico del Perù.

## Descrizione

### Dimensioni
Pipistrello di piccole dimensioni, con la lunghezza della testa e del corpo tra 61 e 69 mm e la lunghezza dell'avambraccio tra 37 e 38 mm.

### Aspetto
La pelliccia è lunga e lanosa. Ilcolore generale è marrone scuro, con la base dei singoli peli bianca. Le vibrisse sono marroni scure. Le orecchie sono relativamente piccole, arrotondate e separate, il trago è lungo e fornito di una punta arrotondata. L'avambraccio e la tibia sono densamente ricoperti di peli. I piedi sono lunghi, le dita sono munite di artigli biancastri. La coda è estremamente corta, mentre l'uropatagio è ridotto ad una sottile membrana lungo la parte interna degli arti inferiori ed è densamente ricoperto di peli.

## Biologia

### Alimentazione
Si nutre di polline e parti vegetali.

## Distribuzione e habitat
Questa specie è conosciuta soltanto nella Manu Biosphere Reserve, nel Dipartimento di Cusco, Perù.
Vive nelle foreste montane tra i 1.900 e i 3.450 metri di altitudine.

## Conservazione
Questa specie, essendo stata scoperta solo recentemente, non è stata sottoposta ancora a nessun criterio di conservazione.